# Kronsberg

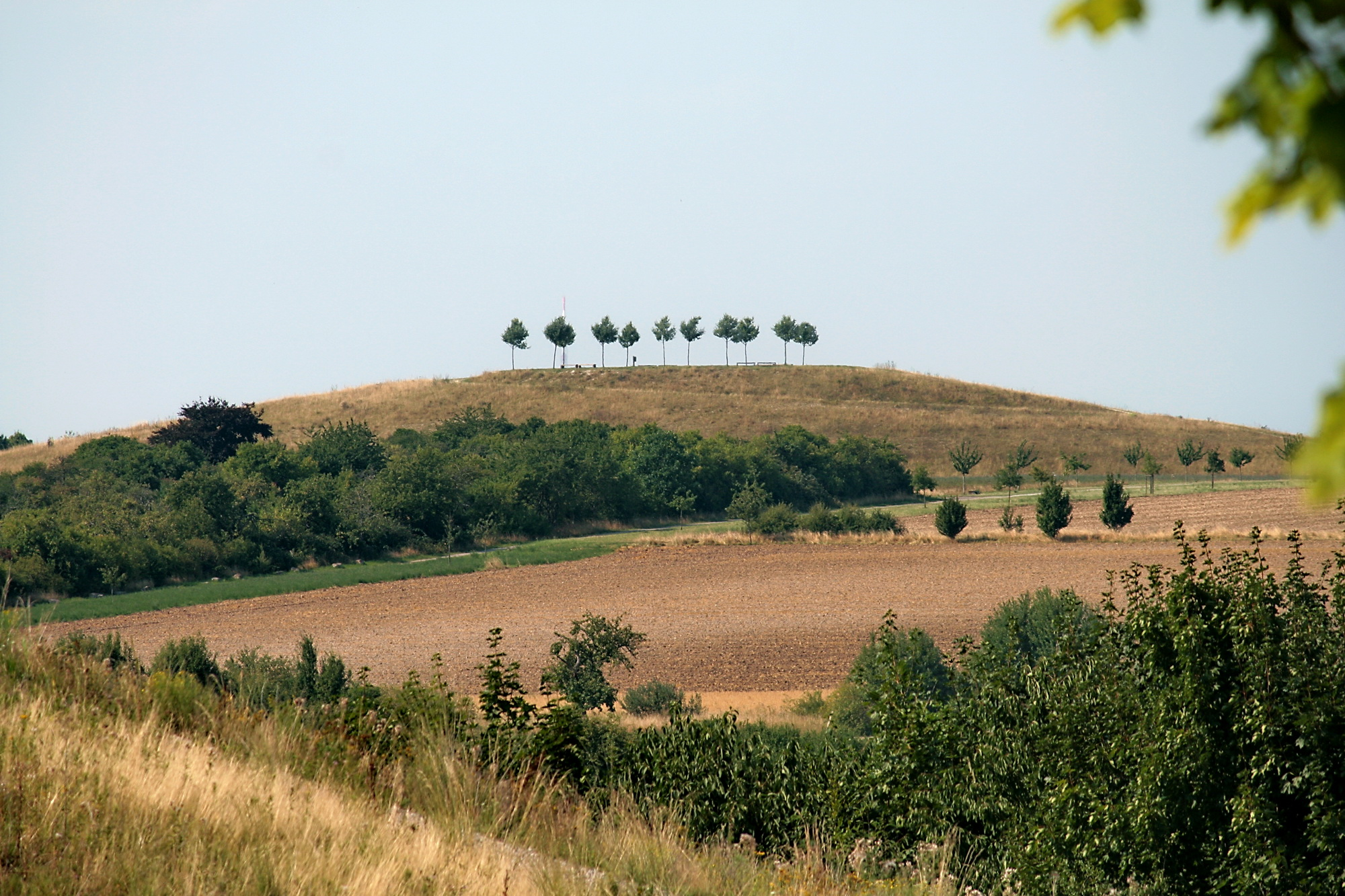
Künstlicher Aussichtshügel (Südhügel) auf dem Kronsberg

Der Kronsberg ist ein etwa sechs Kilometer langer Hügelrücken am südöstlichen Stadtrand von Hannover zwischen dem hannoverschen Messegelände mit dem Expo Park Hannover und dem Bockmerholz. Der Berg überragt die angrenzenden Flächen um bis zu 30 Meter. Der höchste Punkt des Kronsberges ist der künstliche Aussichtshügel mit einer Höhe von 118 m ü. NHN. Er ist damit nur vier Meter niedriger als der künstliche Nordberg auf dem Gelände der Deponie Hannover-Lahe im Stadtteil Lahe. Dabei überragt der Kronsberg die durchschnittliche Höhe Hannovers um 63 Meter. Er ist die höchste natürliche Erhebung der Stadt und besteht überwiegend aus Kalkmergel.

## Beschreibung
Die Erhebung des Kronsberges umfasst etwa 2.000 Hektar. Ursprünglich hatte der Berg eine Höhe von 106 m ü. NHN. Durch den künstlich aufgeschütteten, zwölf Meter hohen Aussichtshügel am ursprünglichen Gipfel beträgt die Höhe 118 m ü. NHN. Auf der südlichen Schulter wurde ein zweiter Hügel aufgeschüttet, der eine Höhe von 107,3 m ü. NHN erreicht. Er liegt etwa 2,3 km südsüdwestlich des Gipfels. Die Aussichtspunkte ermöglichen einen weiten Blick auf Hannover und die umliegenden Höhenzüge, wie den Deister. Die Aussichtshügel entstanden Ende der 1990er Jahre und dienen auch als gestalterisches Element. Ihre Gipfelflächen sind am Rand mit Bäumen bepflanzt. Ihr Boden besteht aus Kalkmergelgestein, das bei den Baumaßnahmen am Kronsberg abgegraben wurde. Die Hangflächen der oval geformten Hügel sind unbepflanzt und dienen wärme- sowie kalkliebenden Pflanzen zur Ansiedlung. Die Aussichtshügel sind etwa 80 Meter breit und, in Ost-West-Richtung, etwa 250 beziehungsweise 200 Meter (Südhügel) lang. Ihre Gipfelflächen sind ebenfalls oval und haben etwa ein Fünftel der genannten Abmessungen.
Vom Gipfel entlang der Rückenlinie nach Nordnordosten hin verliert der Hügelrücken nach und nach an Höhe, bereits nach einem halben Kilometer ist er niedriger als 101 m ü. NHN. Der nördliche Ausläufer des Kronsbergs endet an der Kreisstraße im Stadtteil Misburg. Dort und nach Westen hin liegt die Umgebung verbreitet unter 60 m ü. NHN. Einige Kilometer nord- bis östlich des nördlichen Endes des Ausläufers gibt es, vor allem bei Ahlten, einige geringfügige Erhebungen. Am Rande des Ausläufers, südlich von Misburg, liegt der Stadtteil Anderten. Der Mittellandkanal wurde im Bereich seiner Westhaltung, dem Unterwasser der Schleuse Anderten bis zu etwa zwanzig Meter tief in diesen nördlichen Ausläufer des Kronsbergs gegraben.
Südsüdwestlich des Gipfels, auf einer Strecke von mehr als eineinhalb Kilometern, bleibt der Kronsberg über 103 m ü. NHN. Hier überquert, etwa dreihundert Meter vom Gipfel entfernt, die Wülferoder Straße und Landesstraße 388 den Rücken und kreuzt den Grünen Ring. Der Grüne Ring ist ein Rad- und Wanderweg um Hannover,  der auf oder entlang der Längsausdehnung  des Kronsbergs verläuft. Im Süden ist der Kronsberg etwas flächiger, weniger charakteristisch als Rücken ausgeprägt. Hier arbeiten drei Windkraftanlagen, darunter die E-66 Windkraftanlage Südkronsberg. Der Kronsberg endet hier stumpf mit einem Südhang zu einer Niederung bei Grasdorf und Rethen, die in die Leineniederung mündet. Auf einer leicht abfallenden flachen Schulter des Kronsberges am südlichen Westhang befinden sich die Wohnsiedlung Kronsberg, auf etwa 80 m ü. NHN eine Niederlassung der Finanz Informatik und die Hauptverwaltung der LBS Nord, die ebenfalls im Zuge der Expo-Bebauung entstanden sind. Bereits seit Ende der 1980er Jahre gibt es dort ein Entwicklungs- und Schulungszentrum des IT-Konzerns IBM. Noch der Bemeroder Rathausplatz liegt auf der Fortsetzung dieses Ausläufers. Westlich von Bemerode und dem Kronsberg, in Laatzen beziehungsweise im hannoverschen Stadtbezirk Döhren-Wülfel, fällt das Gelände bis auf etwa 55 m ü. NHN in der Leineniederung ab.
Am Osthang des Kronsbergs liegen die bewaldeten Naturschutzgebiete Gaim und Bockmerholz. Letzteres schützt nur einen kleinen Teil des Waldes Bockmerholz, der sich nach Osten fortsetzt. Das FFH-Gebiet Bockmerholz, Gaim hingegen schützt eine weitaus größere, in kleineren Teilen unbewaldete, Fläche östlich des Kronsbergs und deckt die beiden Wälder fast ganz ab. Ein flacher Sattel, dessen Sattelpunkt auf etwa 73 m ü. NHN liegt, verbindet den zwischen Süd- und Osthang gebildeten kleinen Ausläufer des Kronsberges mit den bis zu etwa 80 m ü. NHN hohen Geländeteilen des östlicheren und südlichen Bockmerholzes. Im Süden, auf etwa 62 m ü. NHN, verläuft die Bruchriede, nimmt von rechts den aus dem Bockmerholz kommenden Ellerngraben auf und fließt in Richtung Leine. Auch die A37 und die B443 verlaufen hier in Ost-West-Richtung.
Der Bereich „zwischen dem Ortsrand von Bemerode und dem Messe- und EXPO-Gelände im Westen, der B 65 im Norden, der A 37 im Süden und dem Mittellandkanal und der Stadtgrenze im Osten gelegene Fläche [...] [wurde 2001] zum Landschaftsschutzgebiet erklärt“.

## Geschichte
Ursprünglich war die Bergfläche mit Wald bestanden, der sich wahrscheinlich aus Hainbuchen und Eichen zusammensetzte, wie die nahe gelegenen, ehemaligen Hutewälder Gaim und Bockmerholz. Auf mittelalterliche Rodungen der Waldbestände weist der -rode-Ortsname des nahe gelegenen Wülferode hin.
Als auf dem Südwesthang des Kronsberges Ausstellungsanlagen für die Expo 2000 errichtet wurden, fanden zwischen 1996 und 1999 archäologische Untersuchungen des Baugrunds statt, da bekannt war, dass sich dort die wüst gefallene mittelalterliche Siedlung Eddingerode befand. Die Ausgrabungen führten zum Auffinden der Reste von 43 Gebäuden, 20 Speichern und vier Grubenhäusern.
Bereits im Jahr 1735 fanden sich die Regimenter der kur-braunschweig-lüneburgischen Armee zu einer großen Heerschau am Kronsberg ein, der sogenannten Revue von Bemerode. Auch in der Zeit des Königreichs Hannover (1814–1866) nutzte die Hannoversche Armee das Gebiet für Militärmanöver. Nach der Annexion des Königreichs durch Preußen 1866 wurde diese Tradition von dem in Hannover stationierten X. Armee-Korps fortgesetzt. In den Jahren 1874, 1881, 1889 und 1907 fanden hier im Rahmen der Kaisermanöver die Kaiserparaden statt. An der letzten Parade 1907 nahmen 46.000 Soldaten in Anwesenheit von Kaiser Wilhelm II. teil.
Zur Erinnerung an die Kaiserbesuche wurde 1889 ein Gedenkstein in Form eines Obelisken auf einem Sockel aufgestellt. Diesen sogenannten Paradestein errichteten laut einer Inschrift Patrioten der Umgegend bei der damals noch existierenden Bemeroder Bockwindmühle. Außer dem Gedenkstein sind an der heutigen Wasseler Straße Teile der seinerzeit zur Mühle gehörenden Wohn- und Wirtschaftsgebäude erhalten geblieben. Sie dienten bereits Anfang des 20. Jahrhunderts als Ausflugslokal und beherbergen gegenwärtig einen Hotel- und Restaurantbetrieb.

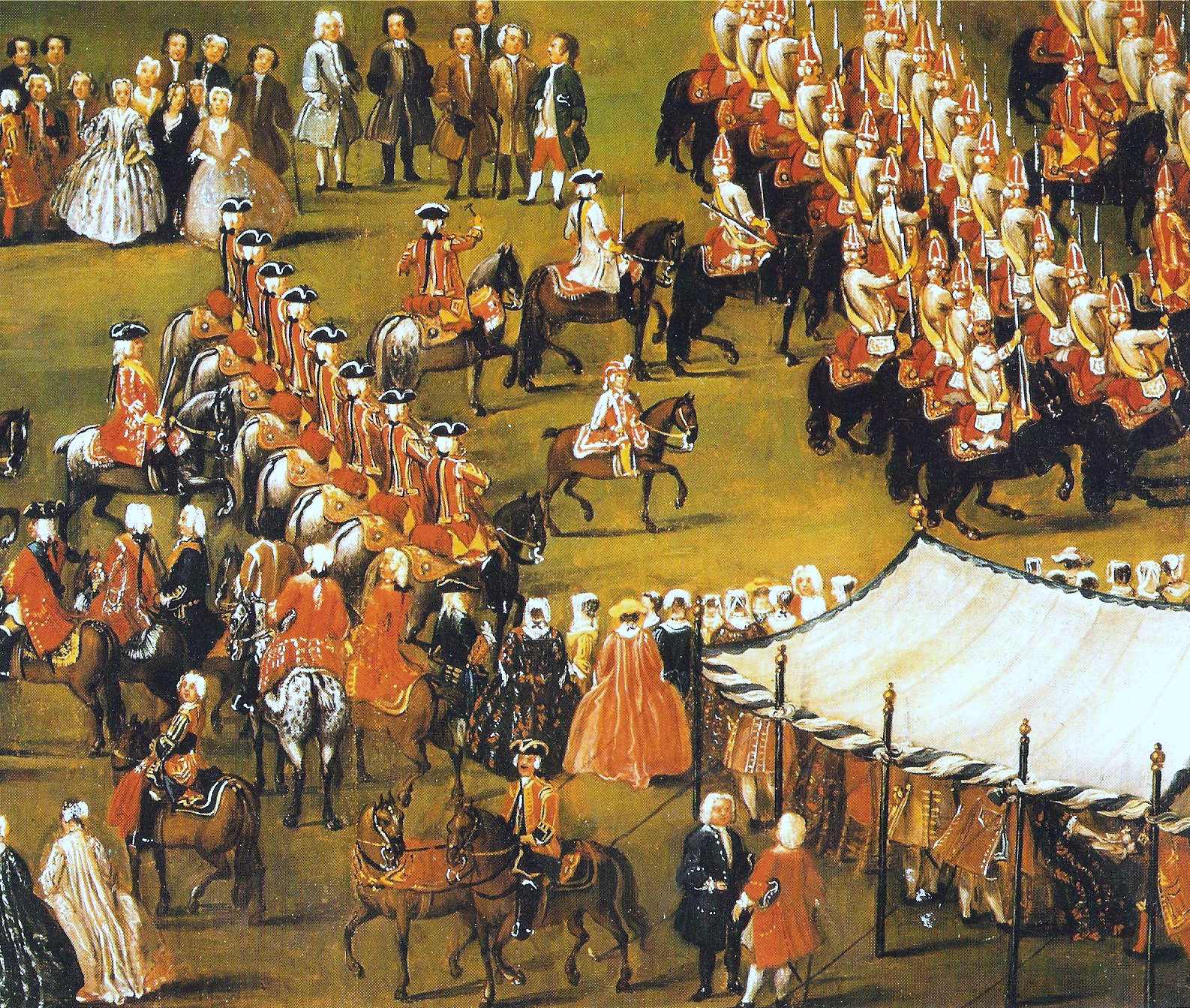
Johann Franz Lüders: Die Revue bei Bemerode, 1738, Detail. Das kurhannoversche Dragoner-Regiment von Wendt vor König Georg II. und Prinz Wilhelm August, anlässlich der großen Heerschau des Jahres 1735 am Kronsberg
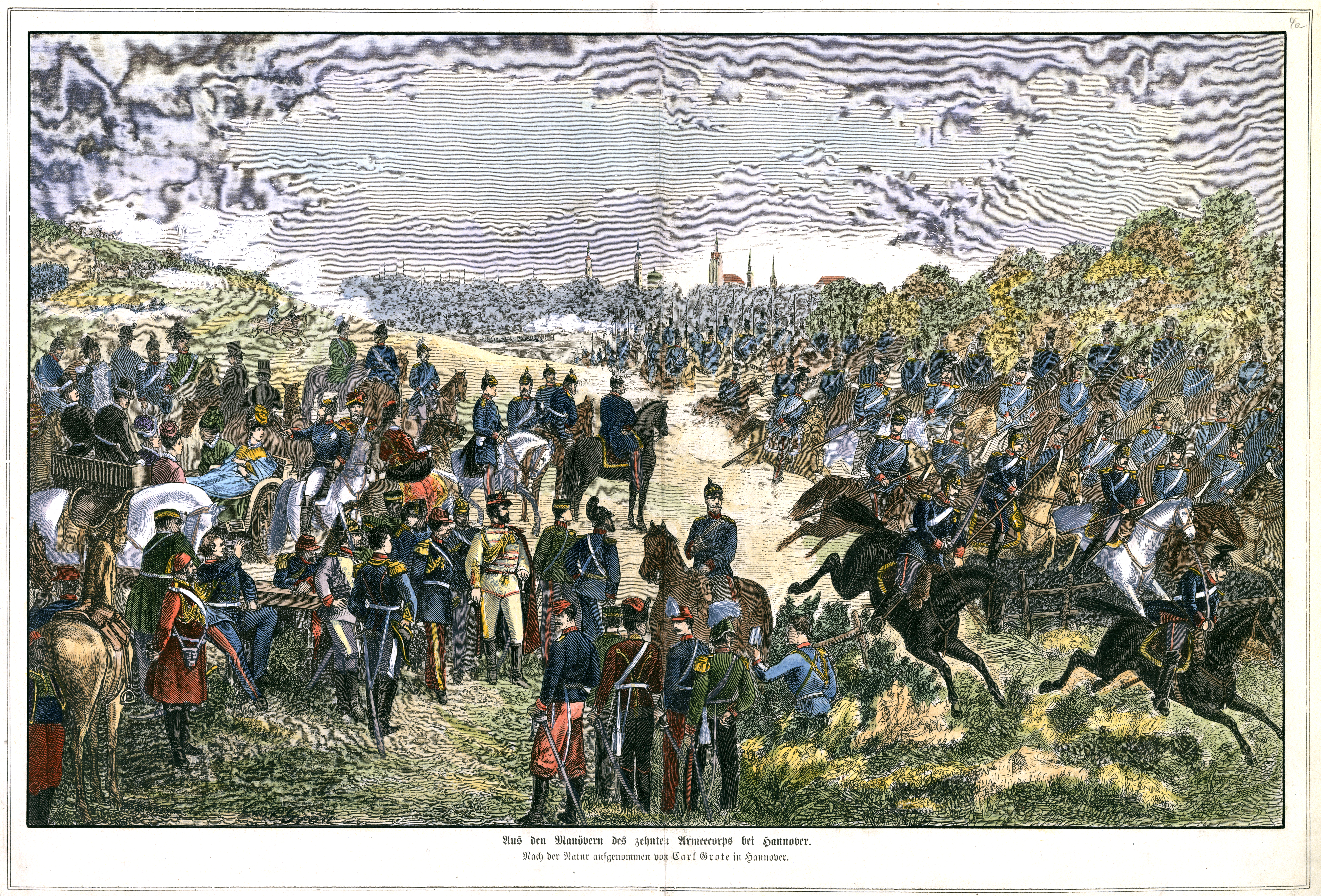
Kaisermanöver am 15. September 1874 des zehnten Armeecorps am Kronsberg. Kolorierter Holzstich nach Carl Grote in: Die Gartenlaube
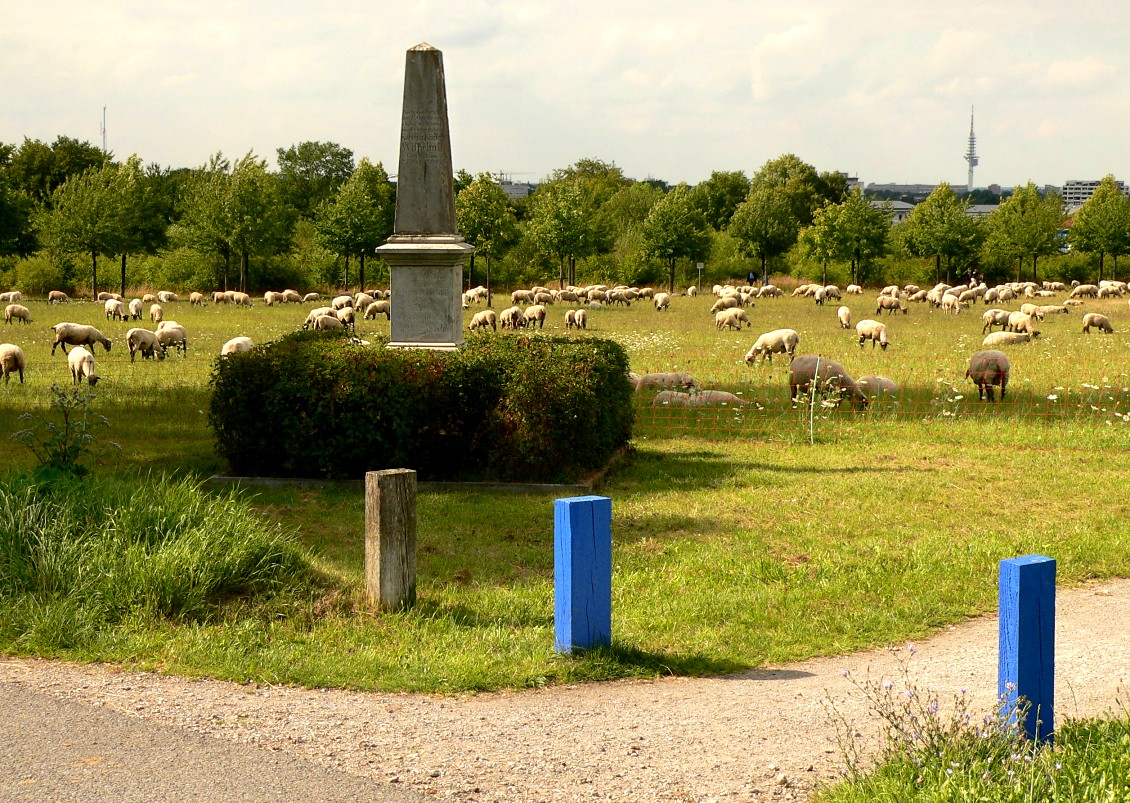
Der „Paradestein“ zur Erinnerung an die Kaisermanöver am Kronsberg, hier mit blauen Wegmarkierungen des Grünen Rings

Zwischen 1904 und 1914 hielt sich der in Hannover lebende Heidedichter Hermann Löns häufiger in Müllingen auf, von wo aus er den Kronsberg und das Bockmerholz zur Naturbeobachtung erwanderte.
In den 1970er Jahren gab es Planungen zur Wohnbebauung des Kronsberges um den Wohnraumbedarf zu decken, die aber nicht umgesetzt wurden.

### Umgestaltung zur Expo 2000

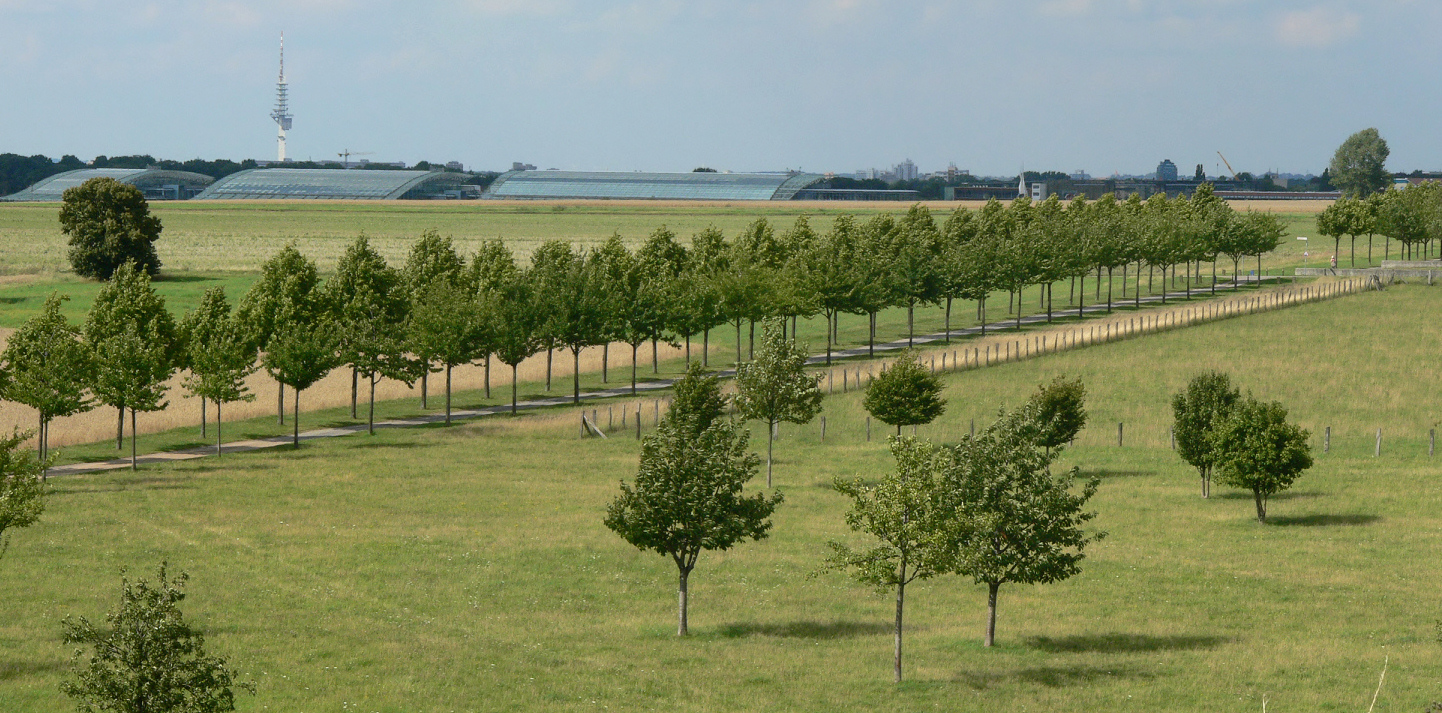
Baumallee und Wiesenflächen auf dem Kronsberg

Bis zur Weltausstellung Expo 2000 war der Kronsberg ein überwiegend kahler und als Ackerfläche bewirtschafteter Landschaftsraum. Im Hinblick auf die Weltausstellung, deren Ausstellungsgelände an den Fuß der Erhebung heranreichte, kam es Ende der 1990er Jahre zur Umgestaltung der großräumigen Bergfläche durch den Schweizer Landschaftsarchitekten Dieter Kienast. Die Planung wurde zum dezentralen Expo-Projekt, dessen Ziele in der ökologischen Optimierung des Landschaftsraumes sowie der Schaffung einer ökologischen Wohnbebauung bestanden. Die der Stadt zugewandte Westseite ist seither durch die ab 1998 entstandene Expo-Siedlung im Stadtteil Bemerode gekennzeichnet, die sich den Westhang hochzieht. In der Siedlung befindet sich das Evangelische Kirchenzentrum Kronsberg. Große Teile des unbebauten Kronsberges wurden zu naturnah gestalteten Ausgleichsräumen mit gras- und buschbestandenen Allmendeflächen als Wiesen und Weiden, Baumalleen sowie flächigen Aufforstungen auf dem Bergkamm. Mit einem engen Wegenetz dient die Bergfläche auch als parkähnliches Naherholungsgebiet. Zu diesem Konzept gehörte auch eine umweltfreundliche Landwirtschaft am Kronsberg und eine regionale Vermarktung ihrer Produkte, wozu am Fuße des Berges ein Modelldorf der Herrmannsdorfer Landwerkstätten erbaut wurde. Es meldete jedoch bereits 2004 Insolvenz an, seither werden die landwirtschaftlichen Anlagen als Kronsberghof weiter betrieben. In den Wohnbauten wurde eine Drogenklinik eingerichtet.
Zur Expo wurde auch ein Gipfelkreuz auf dem Kronsberg errichtet, welches 2011 zunächst beschädigt und später abgesägt wurde.

### Weiteres
Das Rittergut Kronsberg war ein Gutshof in der Nähe des Kronsberges. Seit 2010 befindet sich am Berg der Kronsberg life tower. Seit 2019 erfolgt eine großflächige Bebauung des südlichen Westhangs. In diesem Wohngebiet sollen etwa 3000 Wohneinheiten für bis zu 9000 Personen sowie eine weitere Grundschule und ein weiteres großes Einkaufszentrum gebaut werden. Ab 2023 sollte am nördlichen Westhang innerhalb von fünf Jahren die Ökosiedlung ecovillage hannover für bis zu 1000 Bewohner entstehen, was 2024 infolge einer Insolvenz scheiterte.

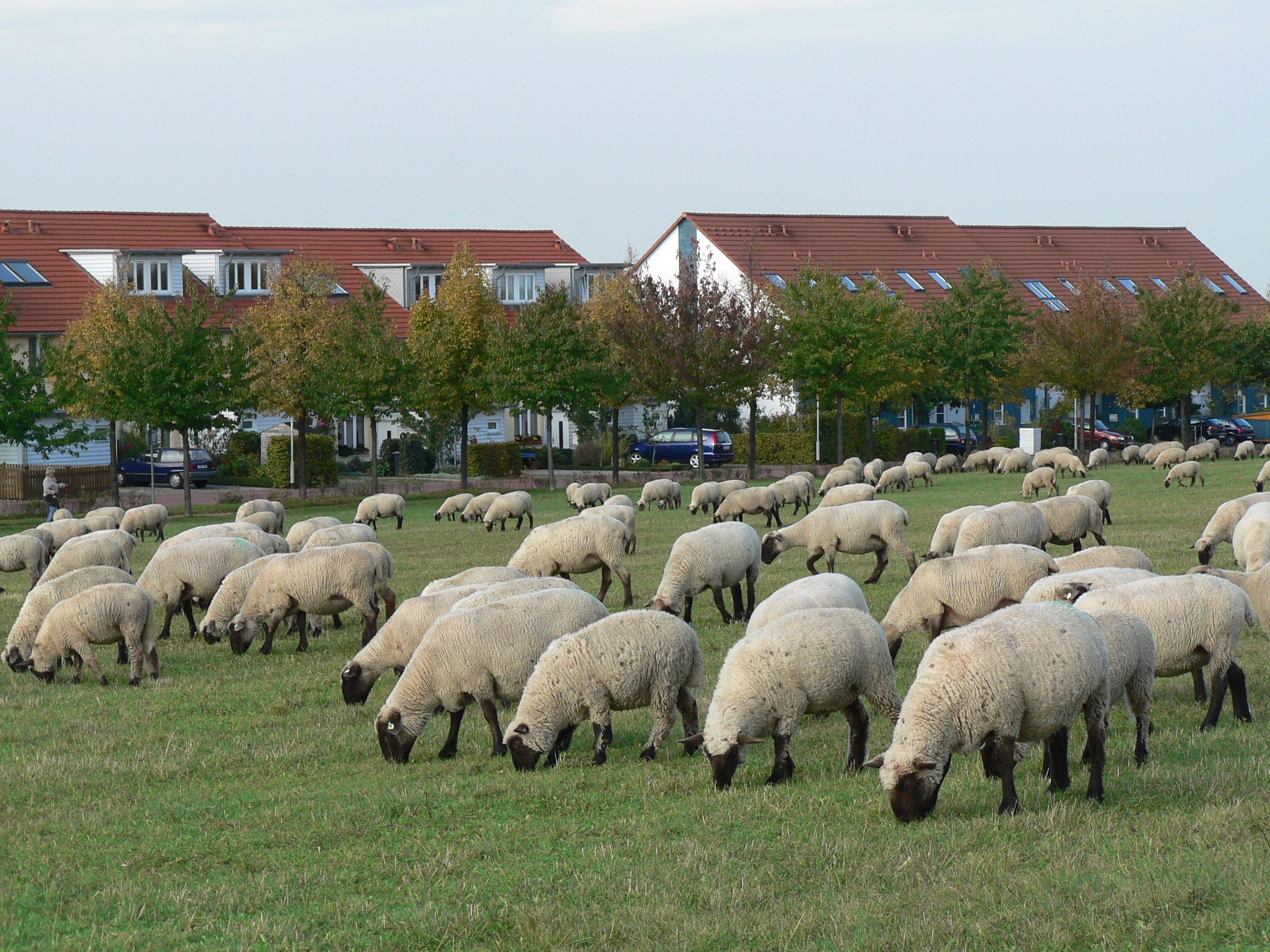
Schafbeweidung im Landschaftsraum Kronsberg
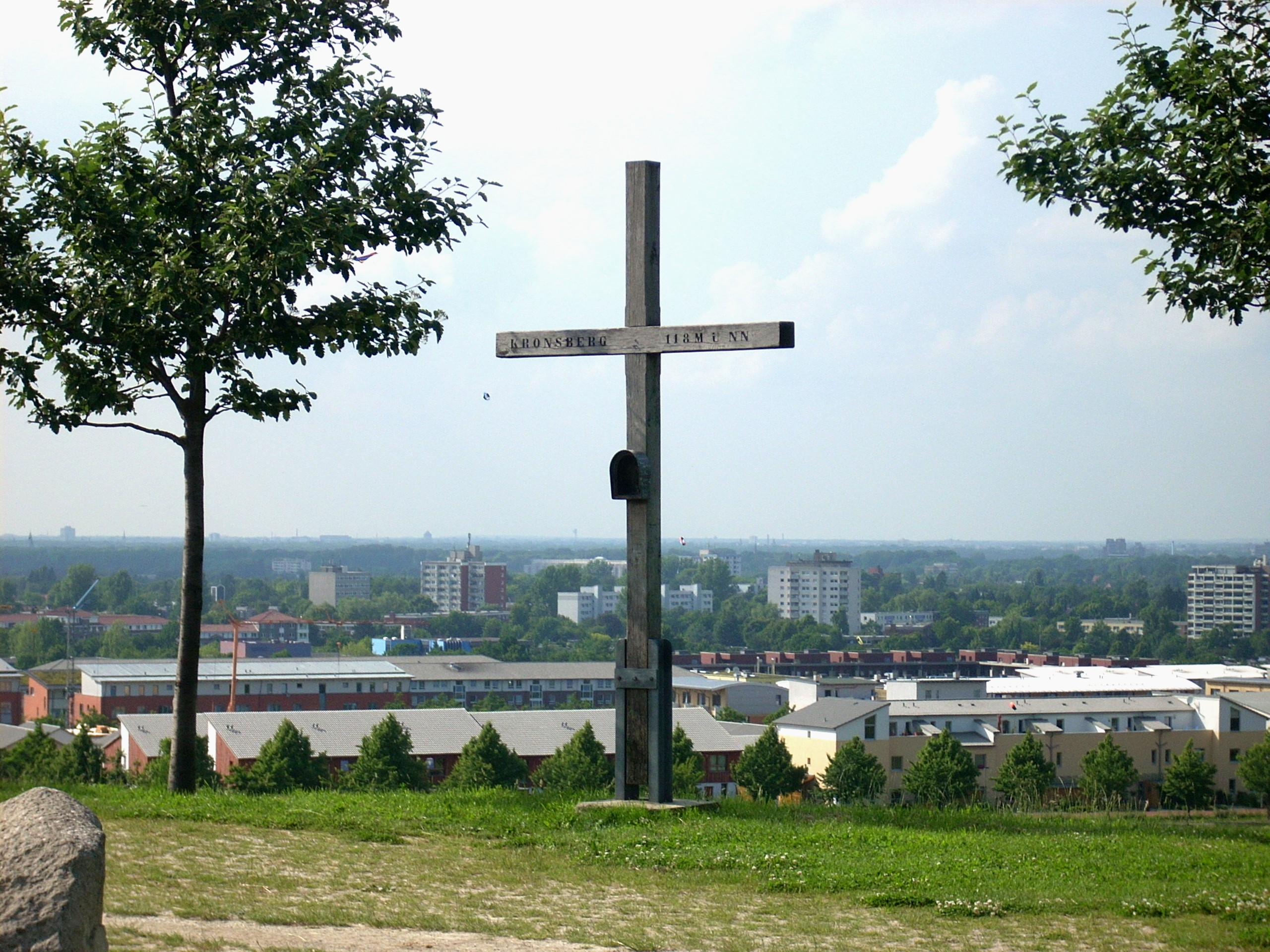
Gipfelkreuz auf dem Nordhügel, einem künstlichen Aussichtshügel (2007)
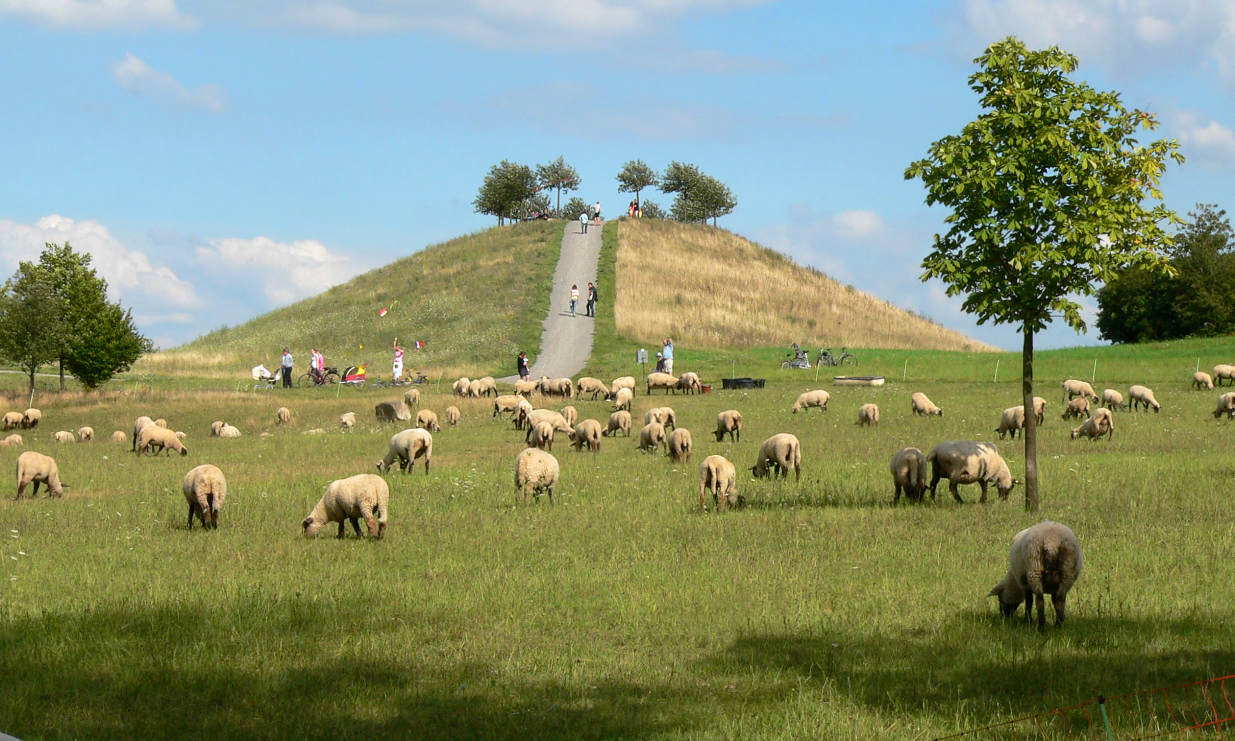
Schafbeweidung am Nordhügel
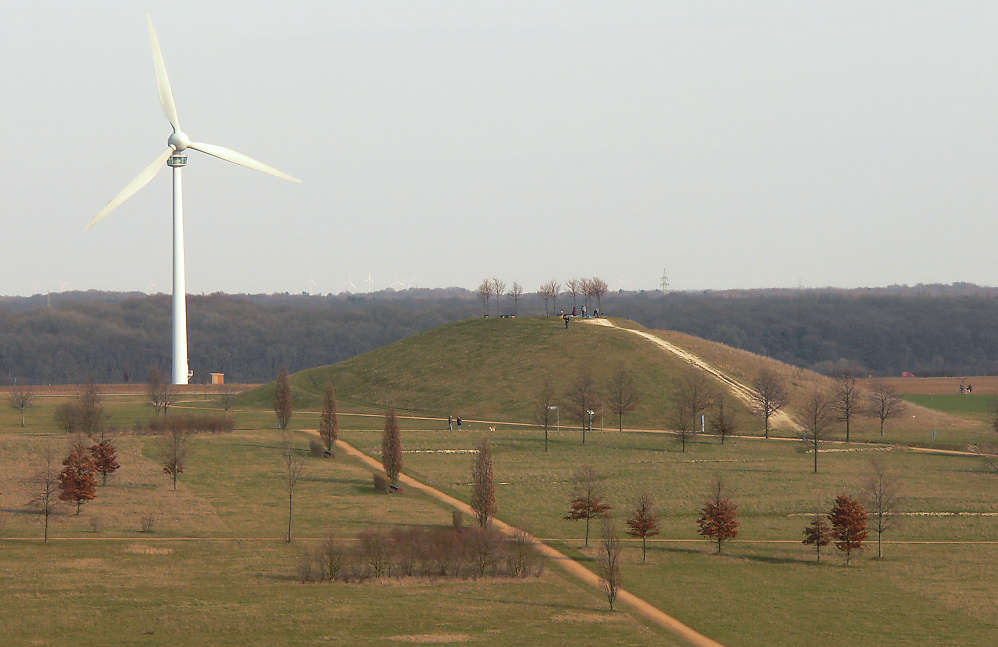
Südhügel und Windkraftanlage Südkronsberg